# Maltesisch-osttimoresische Beziehungen
Die Maltesisch-osttimoresische Beziehungen beschreiben das zwischenstaatliche Verhältnis von Malta und Osttimor.

## Geschichte
Am 20. Mai 2003 nahmen Osttimor und Malta diplomatische Beziehungen auf.

## Diplomatie
Osttimor und Malta unterhalten keine diplomatische Vertretungen im jeweils anderen Land.

## Wirtschaft
Für 2018 gibt das Statistische Amt Osttimors keine Handelsbeziehungen zwischen Osttimor und Malta an.

## Einreisebestimmungen
Staatsbürger Osttimors sind von der Visapflicht für die Schengenstaaten befreit. Auch maltesische Staatsbürger genießen Visafreiheit in Osttimor.